# Edin Velez
Edin Velez (* 1951 in Arecibo, Puerto Rico) ist ein puerto-ricanischer
Videokünstler und Drehbuchautor, der in Brooklyn, New York City lebt.

## Leben und Werk
Edin Velez wurde 1951 geboren und wuchs in Puerto Rico auf. Er studierte Malerei an der Universität von Puerto Rico und am Institute of Puerto Rican Culture. In den frühen 1970er Jahren zog er nach New York und gehörte zu der ersten Generation Videokünstler in SoHo (Manhattan).
Dance of Darkness ist eine Dokumentation über den japanischen Butoh-Tanz.

## Ausstellungen (Auswahl)
Die Werke von Edin Velez wurden international gezeigt, zum Beispiel im Whitney Museum of American Art, New York; Centre Georges Pompidou, Paris; documenta 8, Kassel; American Film Institute National Video Festival, Los Angeles; Museum of Modern Art, New York; Festival du Nouveau Cinema et de la Video, Montreal; International Center of Photography, New York; und Image Forum Film & Video Festival, Tokio; Tate Gallery, London; Stedelijk Museum, Amsterdam.

## Auszeichnungen (Auswahl)
Edin Velez erhielt zahlreiche Auszeichnungen, wie ein Guggenheim-Stipendium, den Japan-U.S. Friendship Commission Prize, National Endowment for the Arts, von der Jerome Foundation und dem New York State Council on the Arts.